# Hadena bondii
Hadena bondii là một loài bướm đêm trong họ Noctuidae.